# Тамбов (телерадиокомпания)
Государственная телевизионная и радиовещательная компания «Тамбов» — филиал ФГУП «Всероссийская государственная телевизионная и радиовещательная компания» в Тамбовской области.

## История
Первый радиоэфир состоялся 23 декабря 1937 года. В том же году был создан Комитет по радиофикации и радиовещанию при Исполнительном комитете Тамбовского областного совета депутатов трудящихся (Тамбовский радиокомитет), многократно переименовывавшийся, с 1970 года — Комитет по телевидению и радиовещанию Исполнительного комитета Тамбовского областного совета депутатов трудящихся (Тамбовский комитет по телевидению и радиовещанию). В 1940 году из Тамбовского радиокомитета был выделен Пензенский радиокомитет.
Первый выход в эфир тамбовской телестудии состоялся 22 июля 1964 года (ретрансляция в Тамбовской области 1-й программы Центрального телевидения велась с 1960 года, ретрансляция 4-й (будущей 2-й программы) с 1974 года): местные передачи транслировались раз в неделю по одному часу (на Первой программе ЦТ). Однако тогда тамбовская телестудия просуществовала всего три месяца. Вновь местное телевидение вышло в эфир лишь спустя несколько десятилетий — 29 декабря 1992 года (на канале РТР). В том же году Тамбовский комитет по телевидению и радиовещанию был переименован в ГТРК «Тамбов». В 2002 году получила статус федерального государственного унитарного предприятия, 23 ноября 2006 года ликвидировано, на его базе был создан филиал ФГУП «Всероссийская государственная телевизионная и радиовещательная компания» "Государственная телевизионная и радиовещательная компания «Тамбов».
1 июня 2009 года стал работать сайт www.vestitambov.ru.
19 сентября 2016 года вещание «Радио России» в Тамбовской области перешло в FM диапазон — 100,9 МГц.
9 января 2017 года ГТРК «Тамбов» возобновила работу на радиоканале «Маяк» — 89,9 МГц.
В декабре 2017 года телеканал «Россия-1» и радиоканал «Радио России» с программами ГТРК «Тамбов» вошли в состав первого мультиплекса (охват населения Тамбовской области — 99,5 процента).
24 марта 2018 года ГТРК «Тамбов» начала работу на телеканале «Россия-24» (в составе первого мультиплекса).

## Теле- и радиоканалы
- Телеканал Россия-1 Тамбов
- Телеканал Россия-24 Тамбов
- Радиоканал Радио России Тамбов
- Радиоканал Радио Маяк Тамбов

## Программы на телеканалах «Россия 1» и «Россия 24»
- Все программы
- «Вести / Тамбов. PRO выходные»
- «Вести / Тамбов. События недели»
- «Вести / Тамбов. Дежурная часть»
- «Вести / Тамбов. Экономика»

## Программы на радиоканалах «Радио России» и «Маяк»
Все программы
Доброго утра! Хорошего дня!
История каждый день
Подробности
Реплика
Самое время
Полицейские новости
Полицейские новости: на трассе
Ваше здоровье
Дачная беседка
Гармония звуков
Гражданская среда
Играй гармонь!
К истокам
Классическая проза
Классный урок
Код истории
Коротко о важном
Культурная среда
Молодежный салон
Полоса безопасности
Помни войну
Ретро-канал
Спорт для всех
Человек Закон Общество

## Новости Тамбова и Тамбовской области от ГТРК «Тамбов»
Вести / Тамбов. Лента новостей

## Прямой эфир
Телеканал «РОССИЯ-1»/ТАМБОВ
Телеканал «РОССИЯ-24»/ТАМБОВ
Радиоканал «РАДИО РОССИИ»/ТАМБОВ
Радиоканал «МАЯК»/Тамбов
Видеоканал «ТАМБОВ: ТЕРРИТОРИЯ ВДОХНОВЕНИЯ»